# Hamburg-Tatenberg
Tatenberg (niederdeutsch: Totenbarg/Tatenbarg) ist ein Hamburger Stadtteil im Bezirk Bergedorf und wurde 1315 erstmals urkundlich unter dem Namen „Tadekenberghe“ erwähnt. Tade ist darin eine Ableitung vom Begriff Tiet oder Diet mit der Bedeutung von Volk. Es war bis 1630 getrennt von Ochsenwerder eingedeicht, da ein Nebenarm der Bille, der Binnen Rehden, die Orte voneinander trennte.

## Statistik
- Anteil der unter 18-Jährigen: 16,3 % [Hamburger Durchschnitt: 16,8 % (2023)][1]
- Anteil der über 64-Jährigen: 20,8 % [Hamburger Durchschnitt: 17,8 % (2023)][1]
- Ausländeranteil: 6,8 % [Hamburger Durchschnitt: 20,7 % (2023)][1]
- Arbeitslosenquote: 2,7 % [Hamburger Durchschnitt: 5,2 % (2017)].[2]

Das durchschnittliche Einkommen je Steuerpflichtigen beträgt in Tatenberg 54.097 Euro jährlich (2020), der Hamburger Gesamtdurchschnitt liegt bei 48.035 Euro.

## Politik
Für die Wahl zur Hamburgischen Bürgerschaft gehört Tatenberg zum Wahlkreis Bergedorf. Die Bürgerschaftswahlen 2025,
2020, 2015, 2011, 2008, 2004, 2001, 1997 und 1993 führten zu folgenden Ergebnissen:
| Bürgerschaftswahl | SPD    | CDU    | Grüne 1) | Linke 1) | AfD    | FDP    | Übrige    |
| ----------------- | ------ | ------ | -------- | -------- | ------ | ------ | --------- |
| 2025              | 29,3 % | 33,1 % | 8,5 %    | 8,3 %    | 13,2 % | 1,7 %  | 5,9 %     |
| 2020              | 39,0 % | 21,5 % | 18,4 %   | 08,1 %   | 04,6 % | 03,4 % | 05,0 %    |
| 2015              | 44,1 % | 28,7 % | 07,1 %   | 09,2 %   | 04,7 % | 02,7 % | 03,5 %    |
| 2011              | 36,5 % | 39,4 % | 12,7 %   | 05,7 %   | –      | 02,5 % | 03,2 %    |
| 2008              | 23,3 % | 56,7 % | 06,5 %   | 06,7 %   | –      | 03,7 % | 03,3 %    |
| 2004              | 23,3 % | 64,4 % | 05,2 %   | –        | –      | 01,5 % | 05,6 %    |
| 2001              | 28,8 % | 36,7 % | 04,2 %   | 00,0 %   | –      | 02,7 % | 27,6 % 3) |
| 1997              | 24,3 % | 52,9 % | 07,7 %   | 00,4 %   | –      | 02,7 % | 12,0 % 4) |
| 1993              | 23,4 % | 48,8 % | 09,1 %   | –        | –      | 05,2 % | 13,5 % 5) |

Das Wahlergebnis 2025 umfasst das Gebiet der Stadtteile Reitbrook, Allermöhe, Billwerder, Moorfleet, Tatenberg und Spadenland, die zusammen im Wahlkreis Bergedorf ausgewertet wurden.
Bei der Bürgerschaftswahl 2011 war Tatenberg neben dem benachbarten Spadenland einer von nur zwei Hamburger Stadtteilen, in denen die CDU stärkste Partei geworden ist. 2015 verlor sie aber auch in diesen beiden Stadtteilen ihre Führungsposition an die SPD.
Für die Bundestagswahl gehört Tatenberg zum Wahlkreis Hamburg-Bergedorf – Harburg. Bei den Bezirksversammlungswahlen zählt der Stadtteil zum Wahlkreis Vierlande II / Marschlande.

## Bauwerke
In Tatenberg befindet sich die Tatenberger Schleuse, die eine Verbindung zur Dove Elbe herstellt.

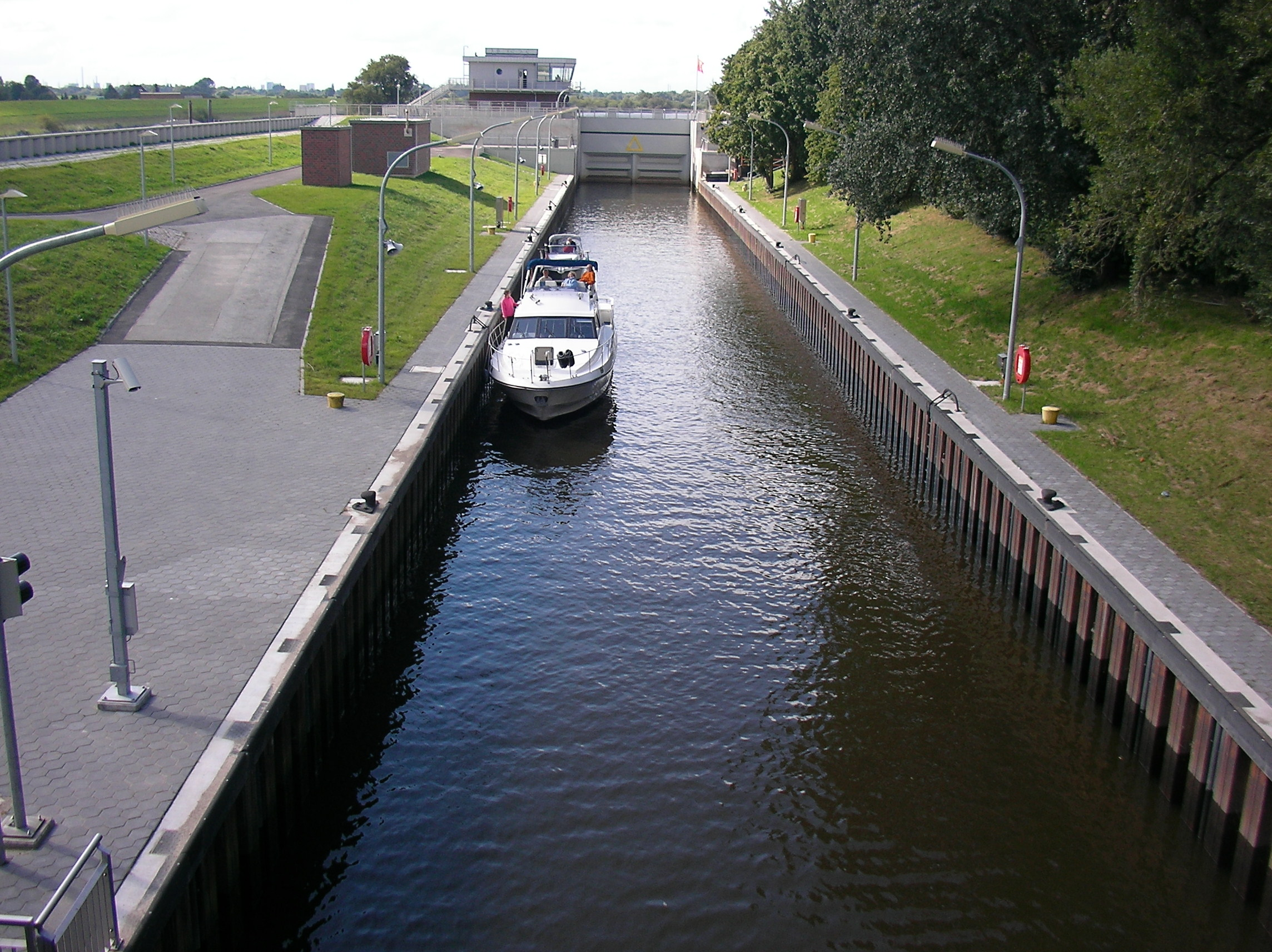
Die Tatenberger Schleuse
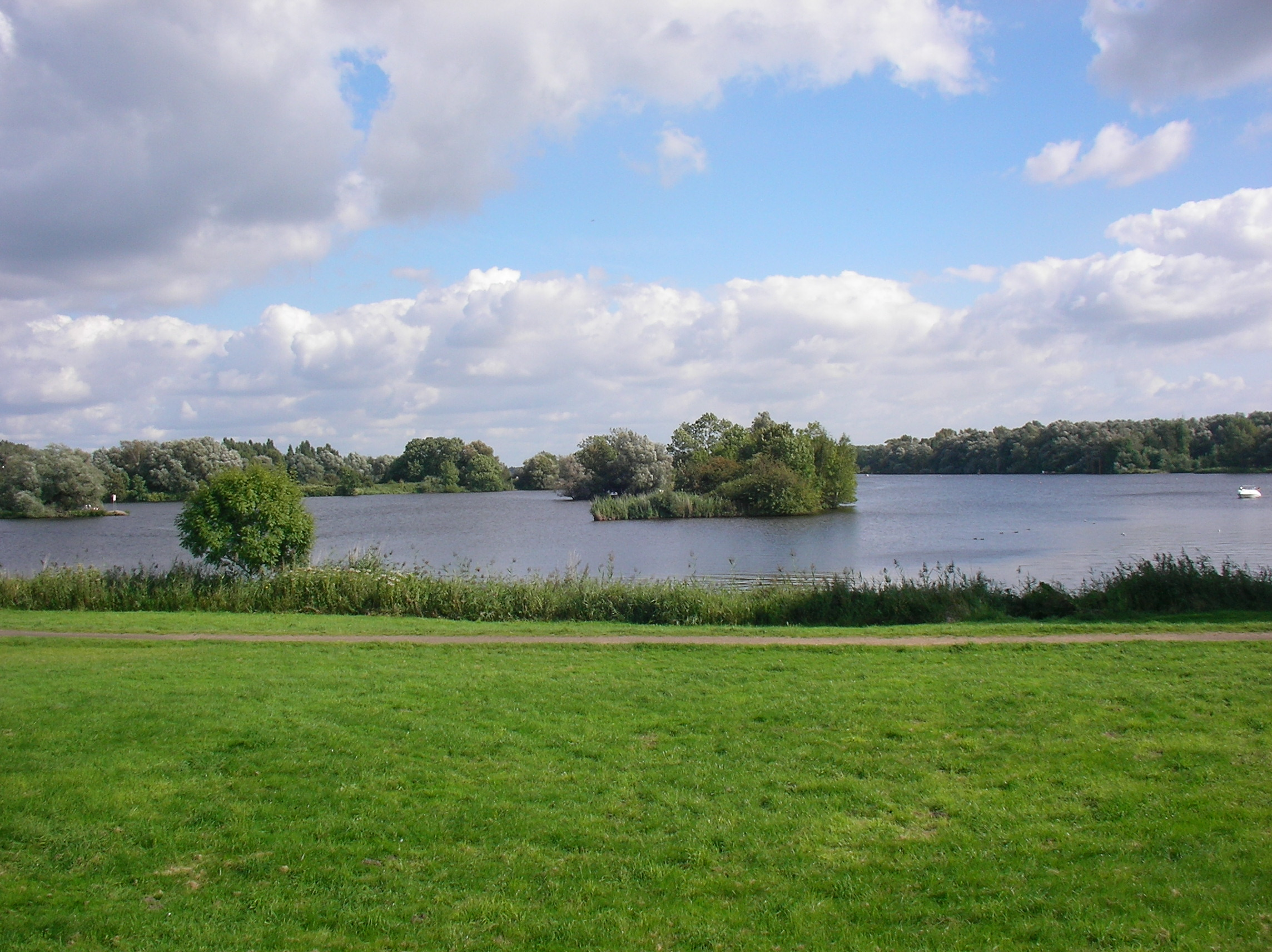
Die Dove Elbe in Höhe der Tatenberger Bucht
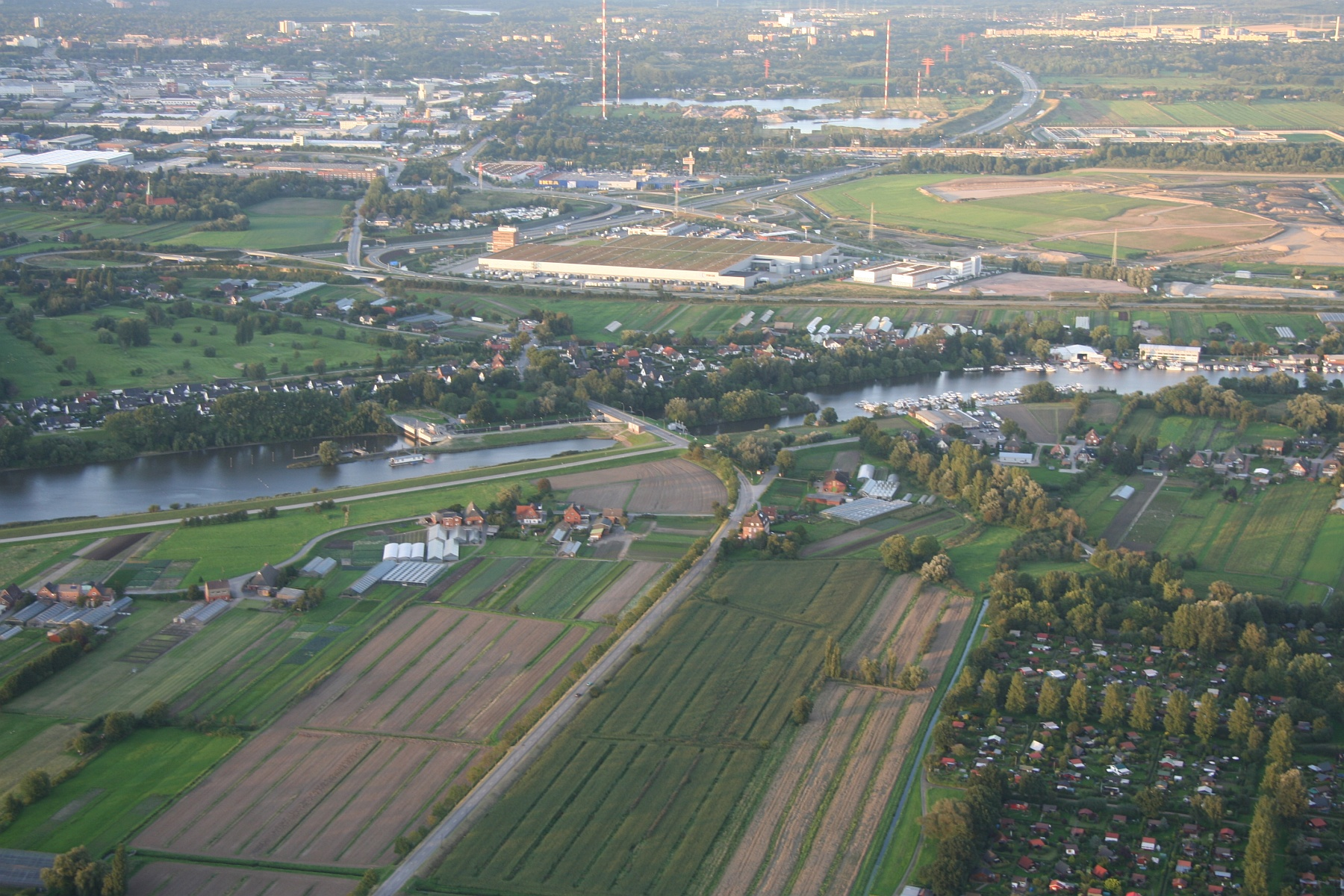
Luftbild der Tatenberger Schleuse
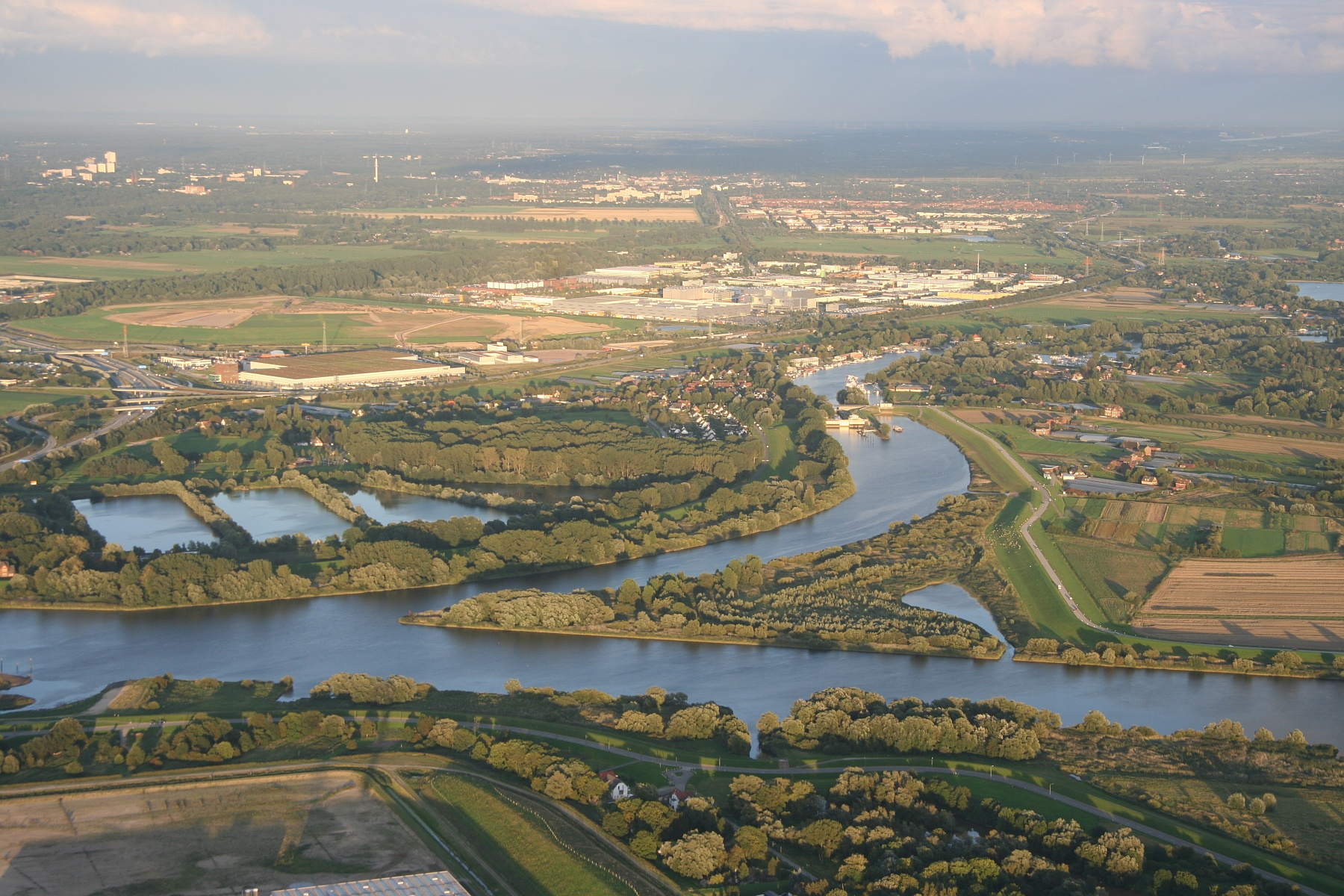
Spadenländer Spitze mit Tatenberger Schleuse

## Der Name als Symbol
Das Theaterstück Die zweite Existenz des Lagers Tatenberg des französischen Regisseurs Armand Gatti von 1964 machte den Ort bekannt. In seinem Film L'Enclos (Der Verschlag) verwendet Gatti Tatenberg ebenfalls als Ortsnamen.

## Persönlichkeiten
- Henry Bieber (1811–1882), Gutsbesitzer, Deichvogt und Vorsitzender des Gemeindevorstands
- Hinrich Sillem († 1615), Hamburger Ratsherr und Gutsbesitzer in Tatenberg